# La soledad de los números primos (película)
La soledad de los números primos (en italiano: La solitudine dei numeri primi) es una película italiana de drama estrenada en el año 2010, basada en la novela homónima de Paolo Giordano y dirigida por Saverio Costanzo. Fue nominada al León de Oro en el Festival de Cine de Venecia.
El título se explica argumentando que Mattia y Alice son como primos gemelos: los dos solos, cerca uno del otro pero separados por un número par.

## Argumento
La película está ambientada en Italia en 1984, 1991, 2001 y 2009, y salta hacia atrás y adelante en el tiempo. Mattia y Alice (niños en 1984, los adolescentes en 1991) son ambos traumatizados, y considerados "raros" por las personas que los rodean.
La historia gira alrededor de Mattia y Alice. Mattia es un niño de siete años que tiene una hermana gemela discapacitada psíquica a la que, por un descuido, pierde un día en el parque. Al mismo tiempo que Mattia sufre esta experiencia traumática, Alice tiene un accidente de esquí que la dejará coja. Ambos viven una infancia condicionada por las presiones y los errores de los padres: la madre de Mattia le obliga a hacerse cargo constantemente de su hermana convirtiéndolo en responsable de su desaparición; Alice se ve obligada a practicar esquí a pesar de no gustarle y a responder de este modo a las expectativas de unos padres más preocupados por su apariencia que por las necesidades de su hija.
Ya en el instituto, Alice es una adolescente con una baja autoestima como consecuencia de su cojera y de las burlas constantes que soporta por parte de su compañera de clase Viola y sus amigas. Su afán por ser aceptada en el grupo de Viola la lleva a aguantar sus humillaciones y a hacerse un tatuaje con el fin de que la acepten.
Mattia estudia en el mismo centro que Alice y es un estudiante con muchas dificultades para relacionarse con los demás pero muy conocido entre sus compañeros por su mente brillante en las matemáticas. Aprovechando que Alice todavía no ha tenido novio, Viola organiza una fiesta en su casa para celebrar el cumpleaños de su hermano e invita a Mattia para que se conozcan. Cuando esto ocurre, Alice es una vez más traicionada por la envidia y los celos de su "amiga" Viola y a partir de entonces nunca más volverá a confiar en ella. Es en este momento, al sentirse más sola y abandonada que nunca por sus amigas cuando encontrará en Mattia a un amigo sincero y dispuesto a escucharla y en quien poder confiar a pesar de su carácter poco comunicativo.
La semejanza de caracteres, sus dificultades para relacionarse con el entorno y las malas experiencias de la infancia y la adolescencia serán el germen de la firme amistad que surge entre ellos y que los mantendrá unidos a lo largo de los años pese a la distancia y al camino diferente seguido por cada uno. Ambos se tienen el uno al otro, confían el uno en el otro y son capaces de comprenderse y apoyarse porque ambos han vivido experiencias que los acercan y que, al igual que los números primos, viven la soledad de quienes no acaban de encajar en la sociedad.

## Reparto
- Alba Rohrwacher como Alice Della Rocca (adulta).
- Luca Marinelli como Mattia Balossino (adulto).
- Martina Albano como Alice Della Rocca (joven).
- Vittorio Lomartire como Mattia Balossino (joven).
- Arianna Nastro como Alice Della Rocca (niña).
- Tommaso Neri como Mattia Balossino (niño).
- Isabella Rossellini como Adele.
- Roberto Sbaratto como Pietro Balossino.
- Maurizio Donadoni como Umberto Della Rocca.
- Giorgia Senesi como Elena.
- Aurora Ruffino como Viola Bai.
- Giorgia Pizzo como Michela Balossino.
- Filippo Timi como Payaso.